# Tomáš Fleischmann
Tomáš Fleischmann (* 16. Mai 1984 in Kopřivnice, Tschechoslowakei) ist ein ehemaliger tschechischer Eishockeyspieler, der im Verlauf seiner aktiven Karriere zwischen 2000 und 2016 unter anderem 696 Spiele für die Washington Capitals, Colorado Avalanche, Florida Panthers, Anaheim Ducks, Canadiens de Montréal und Chicago Blackhawks in der National Hockey League auf der Position des rechten Flügelstürmers bestritten hat. Seinen größten Karriereerfolg feierte der mehrfache tschechische Nationalspieler jedoch in Diensten der Hershey Bears mit dem Gewinn des Calder Cup der American Hockey League im Jahr 2006.

## Karriere
Der 1,85 m große Flügelstürmer begann seine Karriere beim HC Vítkovice, wo er die gesamte Jugendabteilung durchlief. Im Jahr 2002 wechselte er nach Nordamerika und wurde von den Moose Jaw Warriors, die ihn beim CHL Import Draft 2002 in der ersten Runde als insgesamt 18. Spieler gezogen hatten, aus der kanadischen Juniorenliga Western Hockey League unter Vertrag genommen, bevor er beim NHL Entry Draft 2002 als 63. in der zweiten Runde von den Detroit Red Wings ausgewählt (gedraftet) wurde.

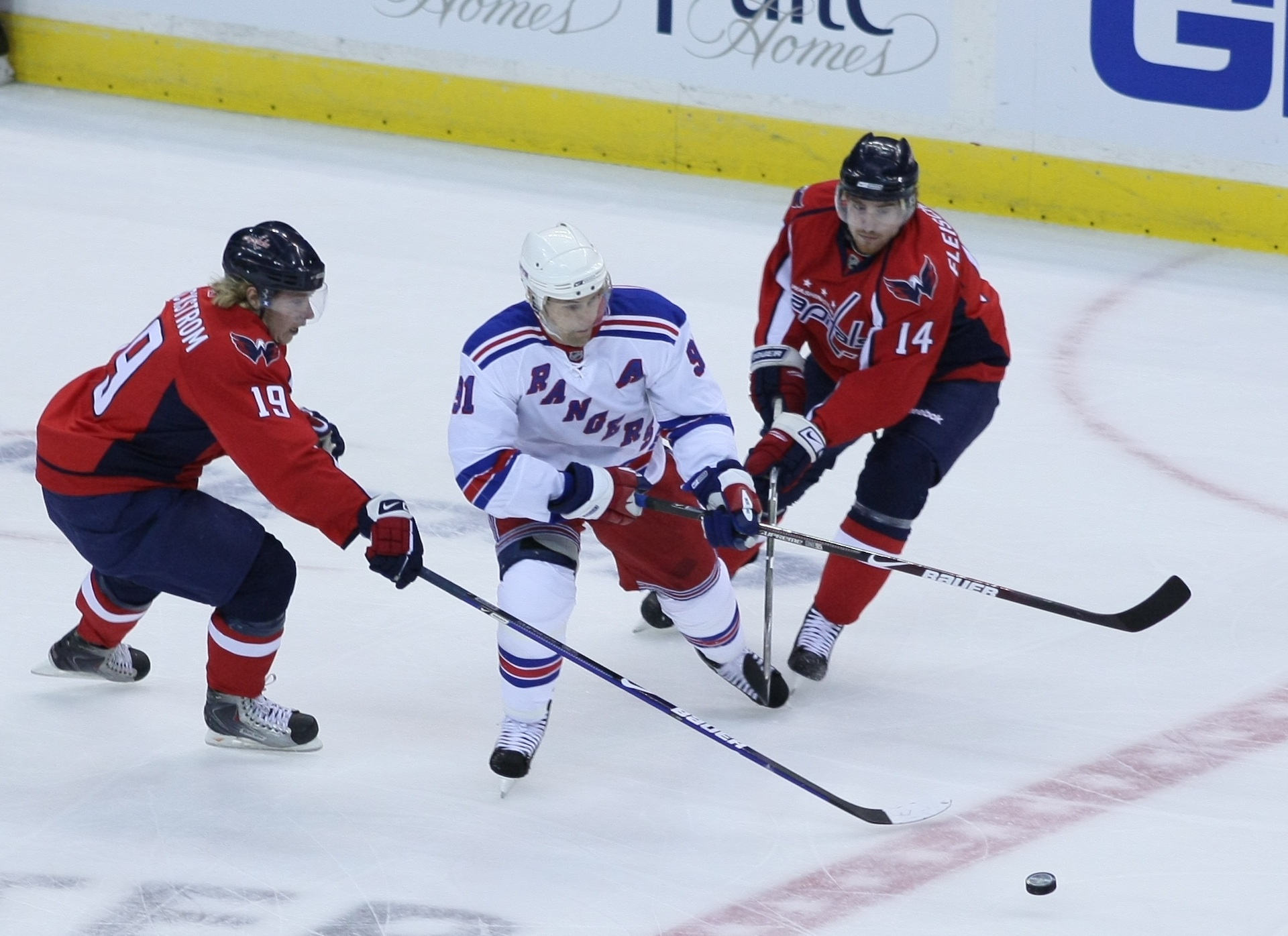
Fleischmann (rechts) im Trikot der Washington Capitals

Zunächst wurde der Linksschütze bei den Portland Pirates, einem Farmteam der Red Wings, in der American Hockey League eingesetzt, doch bevor er eine NHL-Partie für Detroit absolvieren konnte, wurde er im Tausch gegen Robert Lang zu den Washington Capitals transferiert. Auch von den Hauptstädtern wurde Fleischmann zunächst in der AHL eingesetzt, neben den Spielen, die er für die Hershey Bears absolvierte, stand er zudem auch immer öfter für die Capitals in der NHL auf dem Eis. Mit den Bears gewann der Stürmer in der Saison 2005/06 den Calder Cup, die Meisterschaft der AHL. Am 18. März 2007 schaffte es der Fleischmann zum ersten Mal in seiner NHL-Laufbahn, in einem Spiel mehr als einen Scorerpunkt zu erzielen. In der Partie gegen die Tampa Bay Lightning gelangen ihm zwei Tore und zwei Assists.
Seit der Saison 2007/08 gehörte Tomáš Fleischmann zum festen Stammkader der Washington Capitals, für die er in der Saison 2009/10 mit 51 Punkten in 69 absolvierten Spielen eine persönliche Bestmarke ablegte. In der darauf folgenden Saison konnte Fleischmann nicht an diese Punktequote anknüpfen. Am 30. November 2010 wurde der Flügelspieler zur Colorado Avalanche transferiert, die Capitals erhielten im Gegenzug den Verteidiger Scott Hannan. Im Januar 2011 wurden bei Fleischmann Blutgerinnsel in beiden Lungen diagnostiziert, wodurch der Tscheche für den Rest der Saison ausfiel.
Die Colorado Avalanche entschied, den auslaufenden Vertrag Fleischmanns auf Grund dieser Krankheit, die er bereits zum zweiten Mal erlitt, nicht zu verlängern. Daraufhin wurde der Tscheche am 1. Juli 2011 von den Florida Panthers für vier Jahre unter Vertrag genommen. Nach vier Jahren in Florida verließ er die Panthers im Februar 2015, wobei er im Austausch für Dany Heatley und ein Drittrunden-Wahlrecht für den NHL Entry Draft 2015 an die Anaheim Ducks abgegeben wurde. Bei den Ducks beendete der Tscheche die Saison, erhielt darüber hinaus jedoch keinen neuen Vertrag. In der Folge schloss er sich auf Probebasis dem Trainingslager der Canadiens de Montréal an, das schließlich in einem neuen Einjahresvertrag mündete. Im Februar 2016 wurde Fleischmann gemeinsam mit Dale Weise im Austausch gegen Phillip Danault und ein Zweitrunden-Wahlrecht beim NHL Entry Draft 2018 zu den Chicago Blackhawks transferiert. Bei den Blackhawks beendete Fleischmann die Saison 2015/16, erhielt jedoch keinen weiterführenden Vertrag in Chicago, woraufhin er schließlich seine aktive Karriere beendete.

### International
Im Juniorenbereich nahm Fleischmann für Tschechien zunächst an der U18-Weltmeisterschaft 2002 teil und gewann mit Tschechien die Bronzemedaille. Mit der U20-Auswahl des Landes spielte er bei den Juniorenweltmeisterschaften 2003 und 2004. Im Erwachsenenbereich kam er mit der Nationalmannschaft zu Einsätzen bei den Weltmeisterschaften 2008 und 2013 sowie bei den Olympischen Winterspielen in Vancouver 2010.

## Erfolge und Auszeichnungen
- 2004 WHL East Second All-Star-Team
- 2006 Calder-Cup-Gewinn mit den Hershey Bears
- 2007 AHL All-Star Classic

### International
- 2002 Bronzemedaille bei der U18-Junioren-Weltmeisterschaft

## Karrierestatistik

### International
Vertrat Tschechien bei:
| - U18-Junioren-Weltmeisterschaft 2002 - U20-Junioren-Weltmeisterschaft 2003 - U20-Junioren-Weltmeisterschaft 2004 | - Weltmeisterschaft 2008 - Olympischen Winterspielen 2010 - Weltmeisterschaft 2013 |

(Legende zur Spielerstatistik: Sp oder GP = absolvierte Spiele; T oder G = erzielte Tore; V oder A = erzielte Assists; Pkt oder Pts = erzielte Scorerpunkte; SM oder PIM = erhaltene Strafminuten; +/− = Plus/Minus-Bilanz; PP = erzielte Überzahltore; SH = erzielte Unterzahltore; GW = erzielte Siegtore; 1 Play-downs/Relegation; Kursiv: Statistik nicht vollständig)